# Universidad Rey Juan Carlos
La Universidad Rey Juan Carlos (URJC) è una università spagnola con sede nella Comunidad de Madrid, con campus situati a Aranjuez, Alcorcón, Fuenlabrada, Madrid e Móstoles. È una delle maggiori università madrilene per numero di studenti.
L'Università Rey Juan Carlos si distingue a livello nazionale negli studi di economia aziendale, scienze economiche, scienze ambientali, fisioterapia, ingegneria, medicina, giornalismo, pubblicità, turismo e relazioni internazionali.

## Campus e organizzazione
L'Università Rey Juan Carlos è attualmente divisa in cinque campus universitari:

### Campus di Alcorcón
- Facultad de Ciencias de la Salud
- Facultad de Ciencias Jurídicas y Sociales

### Campus di Aranjuez
- Facultad de Ciencias Jurídicas y Sociales

### Campus di Fuenlabrada
- Facultad de Ciencias de la Comunicación
- Escuela Técnica Superior de Ingeniería de Telecomunicación (ETSIT)
- Facultad de Ciencias Jurídicas y Sociales

### Campus di Madrid
- Facultad de Ciencias Jurídicas y Sociales
- Facultad de Ciencias de la Comunicación
- Escuela Superior de Ciencias Experimentales y Tecnología (ESCET)
- Escuela Técnica Superior de Ingeniería Informática (ETSII)

### Campus di Móstole
- Escuela Superior de Ciencias Experimentales y Tecnología (ESCET)
- Escuela Técnica Superior de Ingeniería Informática (ETSII)
- Facultad de Ciencias Jurídicas y Sociales

Ogni scuola o facoltà si governa in maniera autonoma con un decano o direttore di scuola e si divide in dipartimenti.